# František Šulc (házenkář, 1950)
František Šulc st. (* 8. června 1950, Chotěboř) je československý házenkář, účastník LOH 1976, trojnásobný nejlepší házenkář Slovenska, později trenér.
Hráčskou kariéru začal v Karviné, poté osm roků strávil v Trnavě, kde se mu narodily děti Daniela a František.
Hrával na pozici spojky. Stal se trojnásobným nejlepším házenkářem Slovenska (v letech 1974, 1979 a 1981).
Byl součástí týmu, který reprezentoval Československo v házené na Letních olympijských hrách 1976 v Montrealu, kde se umístil na sedmém místě. Odehrál zde všech 5 utkání a zaznamenal v nich celkem 12 gólů.
Později byl úspěšným trenérem házenkářů na Slovensku, začínal v Topoľčanech, vedl mnohé kluby, ŠKP Bratislava, Nové Zámky a dvakrát prvoligovou Trnavu, kde skončil při jejím postupu do interligy (HIL). Vrcholem jeho trenérské kariéry byl post reprezentačního trenéra na Letních olympijských hrách 1992 v Barceloně. Od roku 2004 byl trenérem házenkářů MŠK SIRS Považská Bystrica,
kde skončil v prosinci 2008. Od sezóny 2011/2012 působí na funkci sportovního ředitele házenkářského klubu HK Topoľčany.
Je otcem slovenského házenkáře Františka Šulce (* 1978).